# Giải César cho kịch bản gốc hoặc chuyển thể
Giải César cho kịch bản gốc hoặc chuyển thể là một giải César dành cho kịch bản gốc hoặc chuyển thể được bầu chọn là hay nhất.
Trong các năm 1983, 1984 và 1985 giải này được chia thành hai loại: kịch bản gốc và kịch bản chuyển thể. Từ năm 1986 lại gộp thành một thể loại cho tới năm 2006 lại tách thành hai loại kịch bản gốc và kịch bản chuyển thể.
Dưới đây là danh sách các kịch bản phim đoạt giải:
- 1976: Que la fête commence của Bertrand Tavernier & Jean Aurenche
- 1977: Le Juge et l'Assassin của Jean Aurenche & Bertrand Tavernier
- 1978: Providence của David Mercer
- 1979: Le Dossier 51 của Gilles Perrault & Michel Deville
- 1980: Buffet froid của Bertrand Blier
- 1981: Le Dernier Métro của François Truffaut & Suzanne Schiffman
- 1982: Garde à vue của Jean Herman, Michel Audiard & Claude Miller
- 1983: Le Retour de Martin Guerre (kịch bản gốc), của Daniel Vigne & Jean-Claude Carrière
- 1983: L'Étoile du Nord (kịch bản chuyển thể), của Jean Aurenche, Michel Grisolia & Pierre Granier-Deferre
- 1984: L'Homme blessé (kịch bản gốc), của Hervé Guibert & Patrice Chéreau
- 1984: L'Été meurtrier (kịch bản chuyển thể), của Sébastien Japrisot
- 1985: Notre histoire (kịch bản gốc), của Bertrand Blier
- 1985: Un dimanche à la campagne (kịch bản chuyển thể), của Bertrand & Colo Tavernier
- 1986: Trois Hommes et un couffin của Coline Serreau
- 1987: Thérèse của Camille de Casabianca & Alain Cavalier
- 1988: Au revoir les enfants của Louis Malle
- 1989: La vie est un long fleuve tranquille của Étienne Chatiliez & Florence Quentin
- 1990: Trop belle pour toi của Bertrand Blier
- 1991: La Discrète của Jean-Pierre Ronssin & Christian Vincent
- 1992: Delicatessen của Jean-Pierre Jeunet, Marc Caro & Gilles Adrien
- 1993: La Crise của Coline Serreau
- 1994: Smoking / No Smoking của Agnès Jaoui & Jean-Pierre Bacri
- 1995: Les Roseaux sauvages của André Téchiné, Olivier Massart & Gilles Taurand
- 1996: Gazon maudit của Telsche Boorman & Josiane Balasko
- 1997: Un air de famille của Cédric Klapisch, Agnès Jaoui & Jean-Pierre Bacri
- 1998: On connaît la chanson của Agnès Jaoui & Jean-Pierre Bacri
- 1999: Le Dîner de cons của Francis Veber
- 2000: Vénus beauté (institut) của Tonie Marshall
- 2001: Le Goût des autres của Agnès Jaoui & Jean-Pierre Bacri
- 2002: Sur mes lèvres của Jacques Audiard & Tonino Benacquista
- 2003: Amen. của Costa-Gavras & Jean-Claude Grumberg
- 2004: Les Invasions barbares của Denys Arcand
- 2005: L'Esquive, của Abdellatif Kechiche & Ghalia Lacroix